# HMS Sirius (T122)
HMS Sirius (T122) var en torpedbåt i svenska flottan av Spica-klass. Efter utrangeringen användes hon 1986 som målbåt.